# Nilüfer Belediye Spor Kulübü 2017-2018 (pallavolo)
Questa voce raccoglie le informazioni riguardanti il Nilüfer Belediye Spor Kulübü nelle competizioni ufficiali della stagione 2017-2018.

## Organigramma societario
Area direttiva
- Presidente: Ali Karamık

Area tecnica
- Allenatore: Alper Erdoğuş (fino a gennaio), Alper Hamurcu (da gennaio)
- Allenatore in seconda: Emre Karagöz
- Assistente allenatore: İsmail Türkmen
- Scoutman: Talip Tamer Altay

## Rosa
| N° | Nome                  | Ruolo | Data di nascita  | Nazionalità sportiva |
| -- | --------------------- | ----- | ---------------- | -------------------- |
| 1  | Elif Boran            | O     | 2 ottobre 1992   | Turchia              |
| 2  | Sinem Bayazıt         | L     | 14 gennaio 1999  | Turchia              |
| 3  | Birgül Güler          | S     | 2 maggio 1990    | Turchia              |
| 4  | Seda Menekşe          | S     | 8 luglio 1997    | Turchia              |
| 5  | Elif Onur             | S     | 20 dicembre 1989 | Turchia              |
| 6  | Özge Yurtdagülen      | C     | 6 agosto 1993    | Turchia              |
| 7  | Selin Uygur           | C     | 18 agosto 1992   | Turchia              |
| 8  | Funda Bilgi           | L     | 8 aprile 1983    | Turchia              |
| 10 | Merve Tanıl           | P     | 22 febbraio 1990 | Turchia              |
| 11 | Anne Buijs            | S     | 2 dicembre 1991  | Paesi Bassi          |
| 15 | Ana Carolina da Silva | C     | 8 aprile 1991    | Brasile              |
| 16 | Aylin Kurtuluş        | S     | 10 aprile 2001   | Turchia              |
| 17 | Ceyda Aktaş           | O     | 18 agosto 1994   | Turchia              |
| 18 | Duygu Düzceler        | P     | 6 aprile 1990    | Turchia              |

## Statistiche

### Statistiche di squadra
| Competizione     | Punti | In casa | In casa | In casa | In trasferta | In trasferta | In trasferta | Totale | Totale | Totale |
| Competizione     | Punti | G       | V       | P       | G            | V            | P            | G      | V      | P      |
| ---------------- | ----- | ------- | ------- | ------- | ------------ | ------------ | ------------ | ------ | ------ | ------ |
| Sultanlar Ligi   | 26,44 | 14      | 5       | 9       | 15           | 7            | 8            | 29     | 12     | 17     |
| Coppa di Turchia | -     | 1       | 1       | 0       | 1            | 1            | 0            | 3      | 2      | 1      |
| Totale           | -     | 15      | 6       | 9       | 16           | 8            | 8            | 32     | 14     | 18     |

G = partite giocate; V = partite vinte; P = partite perse

### Statistiche dei giocatori
| Giocatore      | Campionato | Campionato | Campionato | Campionato | Campionato | Coppa di Turchia | Coppa di Turchia | Coppa di Turchia | Coppa di Turchia | Coppa di Turchia | Totale | Totale | Totale | Totale | Totale |
| Giocatore      | P          | PT         | AV         | MV         | BV         | P                | PT               | AV               | MV               | BV               | P      | PT     | AV     | MV     | BV     |
| -------------- | ---------- | ---------- | ---------- | ---------- | ---------- | ---------------- | ---------------- | ---------------- | ---------------- | ---------------- | ------ | ------ | ------ | ------ | ------ |
| C. Aktaş       | 29         | 264        | 213        | 21         | 30         | 3                | 23               | 17               | 2                | 4                | 32     | 287    | 230    | 23     | 34     |
| S. Bayazıt     | 24         | 0          | 0          | 0          | 0          | 3                | 0                | 0                | 0                | 0                | 27     | 0      | 0      | 0      | 0      |
| F. Bilgi       | 27         | 1          | 1          | 0          | 0          | 3                | 0                | 0                | 0                | 0                | 30     | 1      | 1      | 0      | 0      |
| E. Boran       | 26         | 93         | 79         | 11         | 3          | 3                | 14               | 11               | 1                | 2                | 29     | 107    | 90     | 12     | 5      |
| A. Buijs       | 29         | 545        | 489        | 29         | 27         | 3                | 35               | 28               | 4                | 3                | 32     | 580    | 517    | 33     | 30     |
| A.C. da Silva  | 29         | 328        | 204        | 94         | 30         | 3                | 18               | 11               | 6                | 1                | 32     | 346    | 215    | 100    | 31     |
| D. Düzceler    | 29         | 38         | 8          | 7          | 23         | 3                | 4                | 1                | 0                | 3                | 32     | 42     | 9      | 7      | 26     |
| B. Güler       | 26         | 229        | 177        | 19         | 33         | 3                | 26               | 20               | 1                | 5                | 29     | 255    | 197    | 20     | 38     |
| A. Kurtuluş    | 0          | 0          | 0          | 0          | 0          | 0                | 0                | 0                | 0                | 0                | 0      | 0      | 0      | 0      | 0      |
| S. Menekşe     | 0          | 0          | 0          | 0          | 0          | 0                | 0                | 0                | 0                | 0                | 0      | 0      | 0      | 0      | 0      |
| E. Onur        | 9          | 11         | 9          | 2          | 0          | 3                | 2                | 2                | 0                | 0                | 12     | 13     | 11     | 2      | 0      |
| M. Tanıl       | 28         | 12         | 3          | 0          | 9          | 3                | 4                | 0                | 1                | 3                | 31     | 16     | 3      | 1      | 12     |
| S. Uygur       | 22         | 102        | 70         | 19         | 13         | 3                | 15               | 13               | 1                | 1                | 25     | 117    | 83     | 20     | 1      |
| Ö. Yurtdagülen | 24         | 85         | 47         | 25         | 13         | 2                | 10               | 6                | 2                | 2                | 26     | 95     | 53     | 27     | 15     |

P = presenze; PT = punti totali; AV = attacchi vincenti; MV = muri vincenti; BV = battute vincenti